# Грегорка, Борис
Борис Грегорка (словен. Boris Gregorka, 2 августа 1906 — 19 марта 2001) — югославский гимнаст, призёр Олимпийских игр.
Борис Грегорка родился в 1906 году в Брежице (Австро-Венгрия). На Олимпийских играх 1928 года он завоевал бронзовую медаль в составе сборной Югославии. Впоследствии завоёвывал бронзовые медали чемпионатов мира 1930 и 1938 годов.
После Второй мировой войны стал судьёй и тренером. Его самым титулованным учеником является многократный чемпион мира и Европы, олимпийский чемпион Мирослав Церар.